# 15-см баштова гаубиця 1 (Австро-Угорщина)

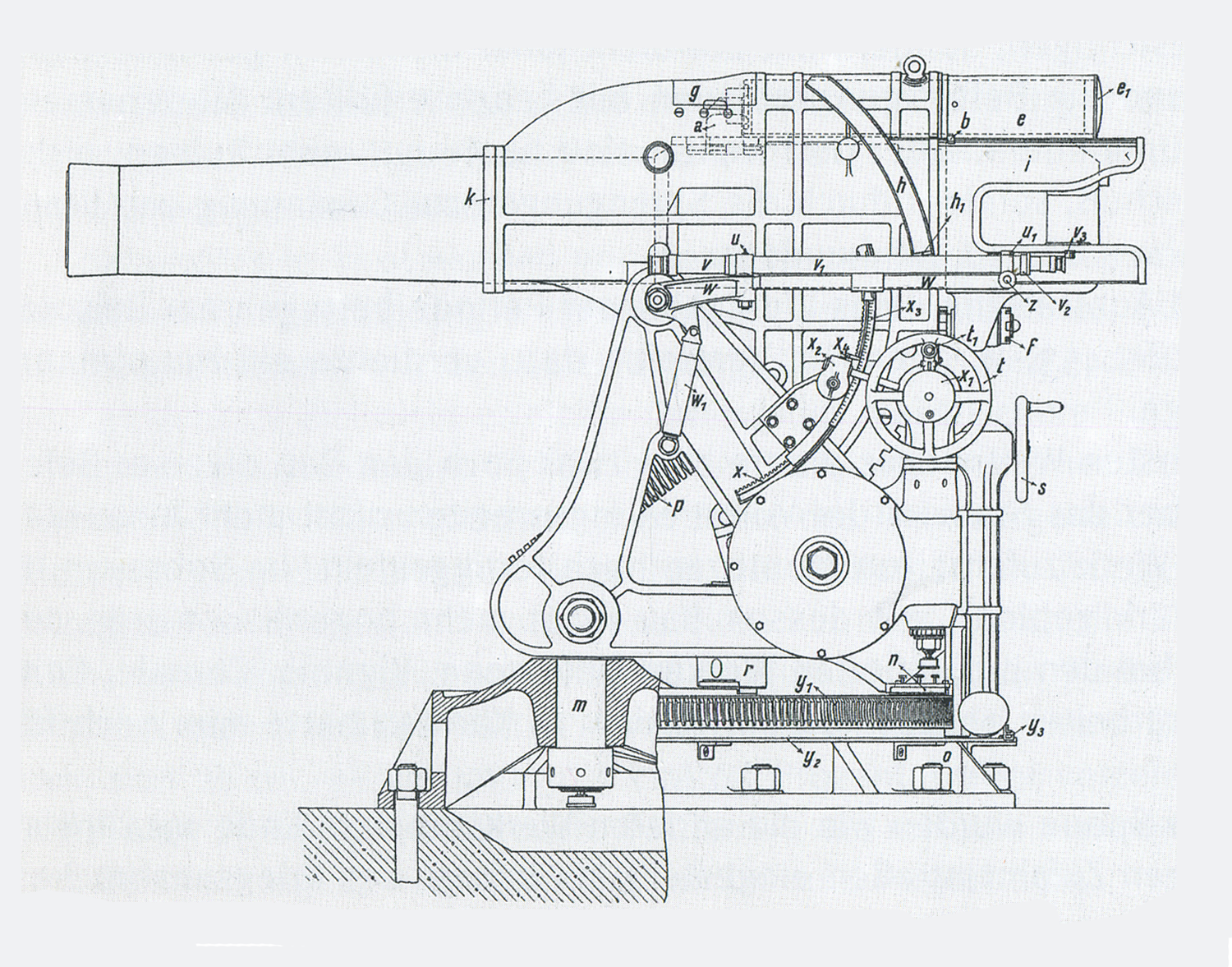
Проект 15-см баштової гаубиці 1

15-см баштова гаубиця 1 (нім. 15-cm-Turmhaubitze 1) відносилась до фортечної артилерії Австро-Угорської імперії.
На австро-італійському пограниччі поміж поселеннями Фольгарія та Лавароне знаходилась система фортифікацій з семи незалежних фортів — Серрада, Соммо, Сан Себастяно, Гшвент, Лузерн, Верле, Веззена, збудованих впродовж 1907–1912 років. Розміщені там баштові гаубиці T.H. M9  поступались італійській артилерії по дальності пострілу, потужності набоїв. Для них розроблялись посилені панцирні куполи башт і нові 15 см баштові гаубиці. Їх планували встановлювати на дещо модернізовані лафети гаубиць М9. Для випробувань зібрали одну гаубицю, яку випробували на стрільбах в Артилерійській школі в Гаймаскері. Внаслідок випробовувань відмовились від подальшої розробки фортечної баштової гаубиці, приділивши увагу розробці 15-см автогаубиці М15.